# Gradient de color

Un degradat de color lineal o axial

A la ciència del color, un degradat de color (també conegut com a rampa de color o progressió de color) especifica una gamma de colors que depenen de la posició, normalment utilitzats per omplir una regió.

En assignar colors a un conjunt de valors, un degradat és un mapa de colors continu, un tipus d'esquema de colors. En gràfics per ordinador, el terme mostra ha arribat a significar una paleta de colors actius.

degradats de color del món real o llibres de mostres
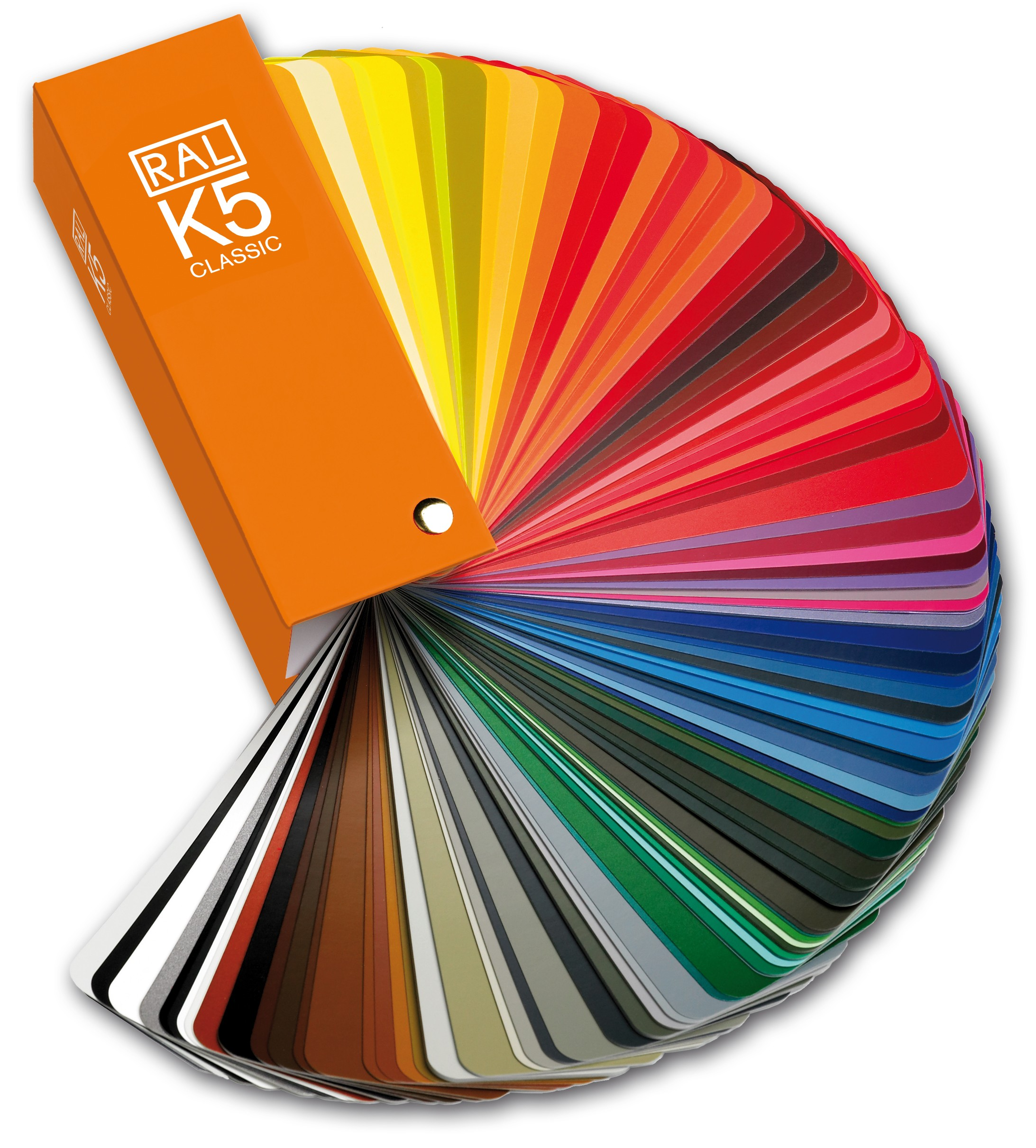
Ventilador de color RAL CLASSIC K5
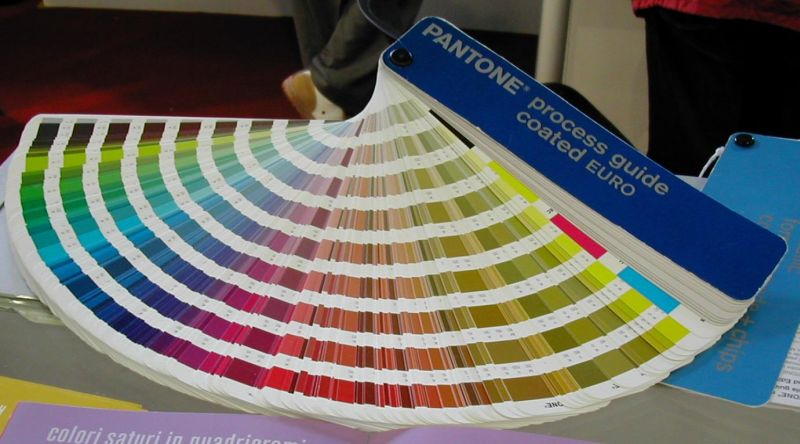
Guia de colors Pantone
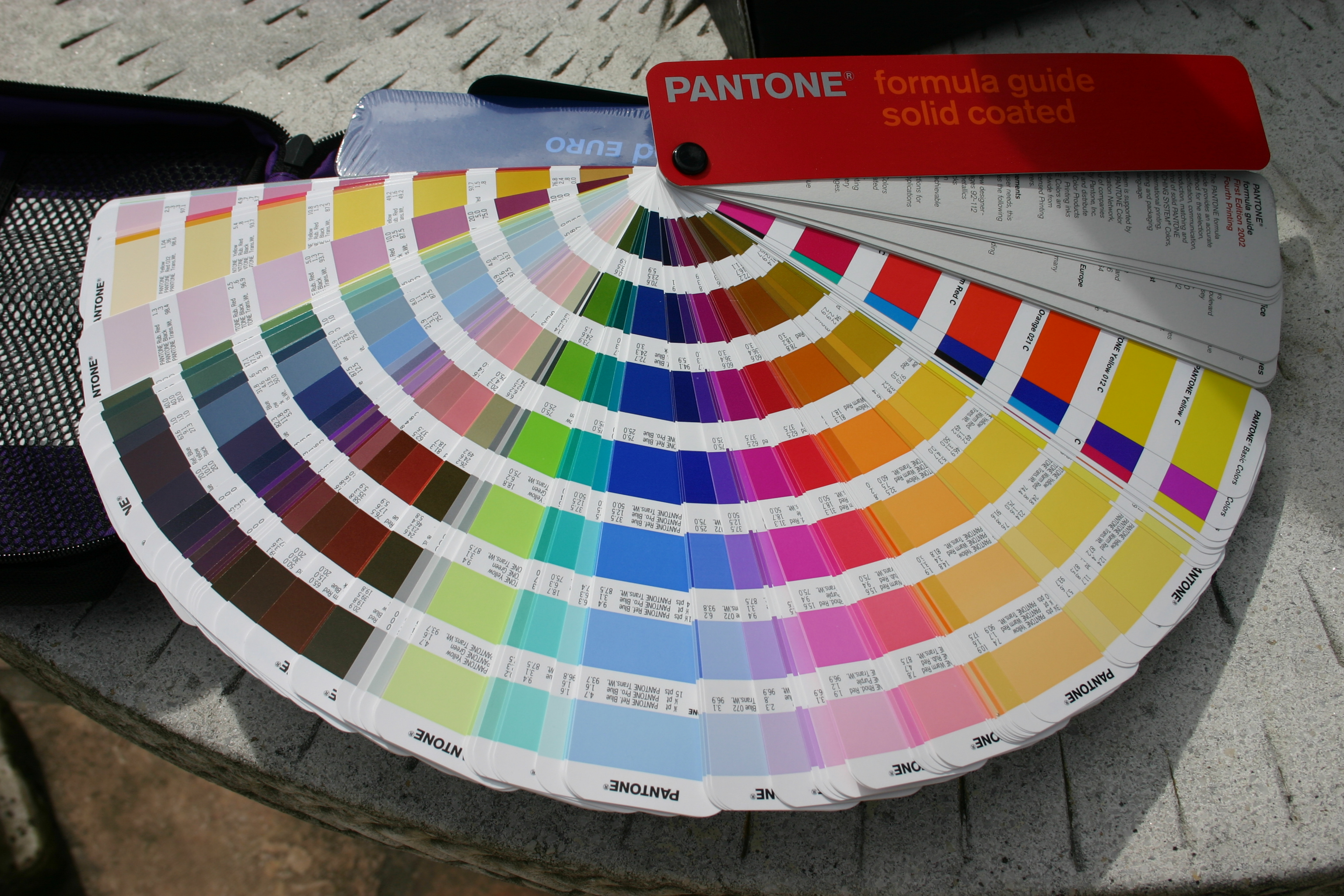
targetes de colors i barreges de base Pantone
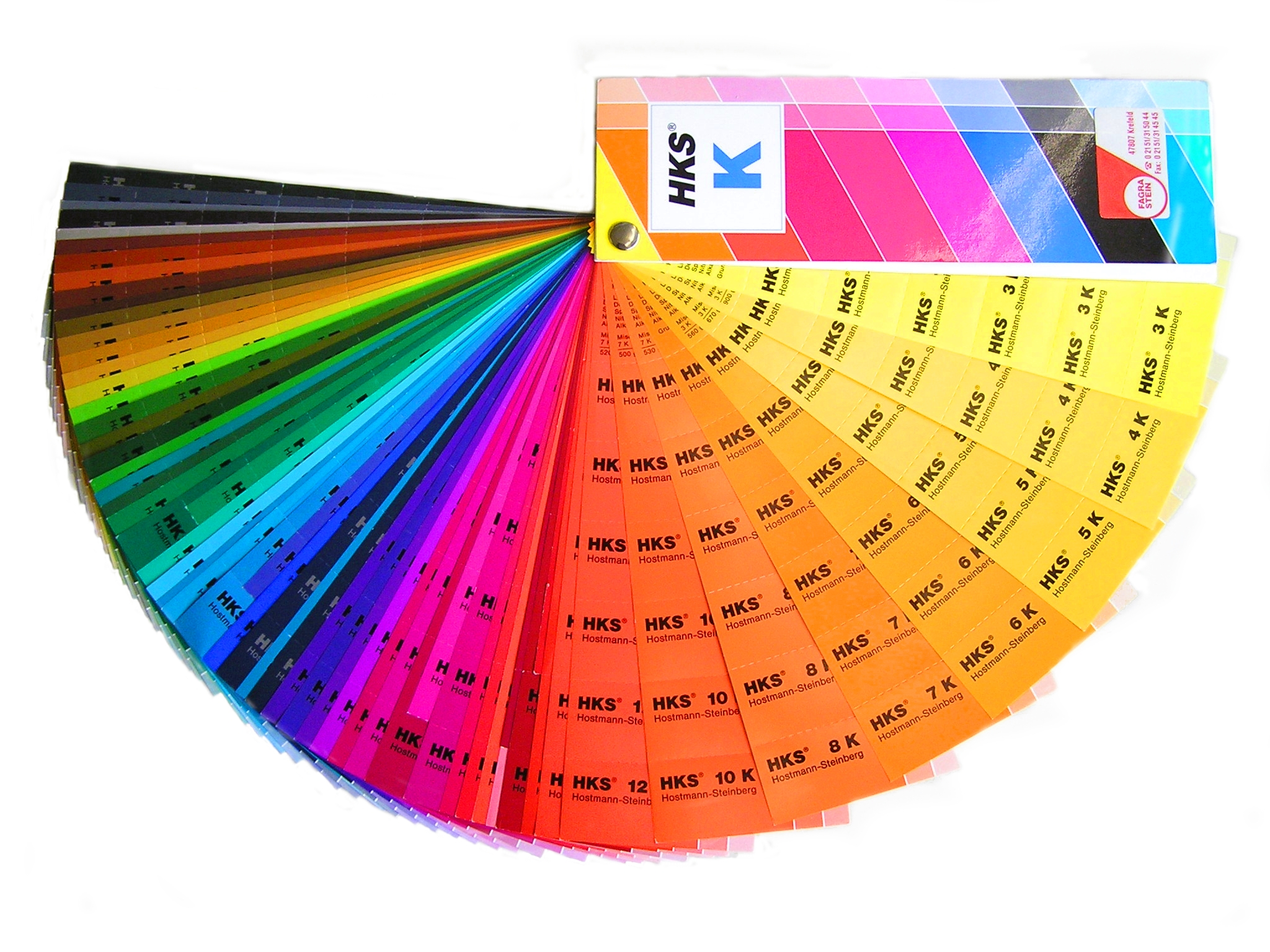
Ventilador de color HKS

## Definicions
- El degradat de color és un conjunt de colors disposats en ordre lineal (ordenats)
- Un mapa de colors continu és una corba a través d'un espai de color

corba a través de l'espai de color RGB
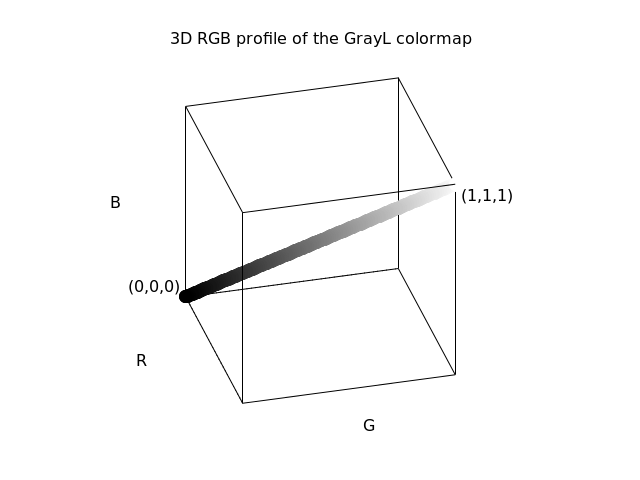
gris
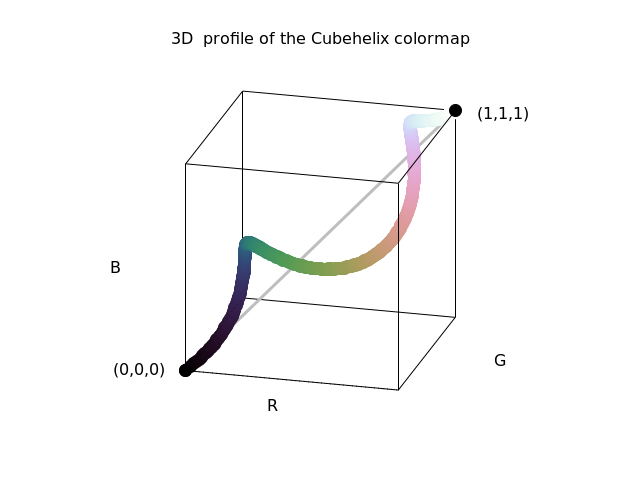
cubehelix
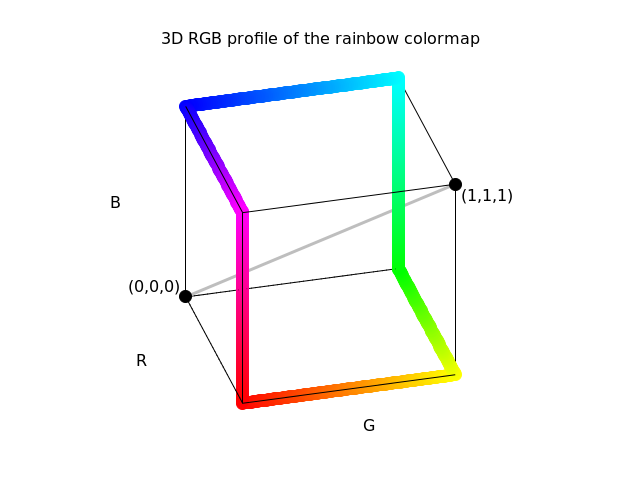
HSV arc de Sant Martí
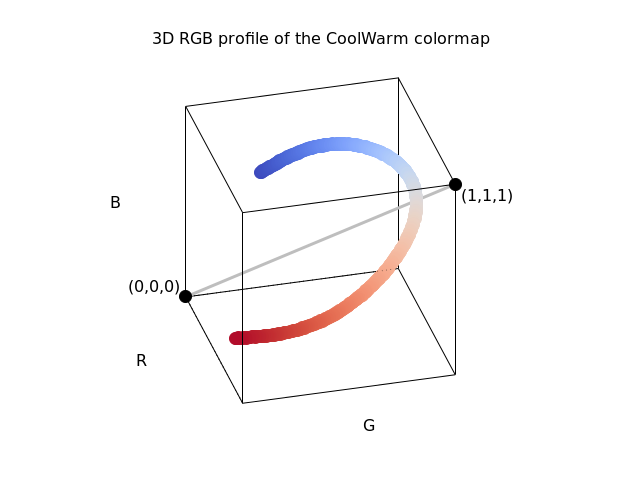
divergents

### Definició estricta
Un mapa de colors  és una funció que associa un valor real r amb el punt c de l'espai de color {\displaystyle C}
{\displaystyle f:[r_{min},r_{max}]\subset \mathbf {R} \to C}
que es defineix per:
- un espai de color C
- una seqüència creixent de punts de mostreig {\displaystyle r_{0}<...<r_{m}\in [r_{min},r_{max}]}
- una sèrie de valors a l'espai de color {\displaystyle c_{0},...,c_{m}\in C}
- el mapeig {\displaystyle f(r_{i})=c_{i},i=0,...,m}
- una regla per interpolar els valors intermedis {\displaystyle r_{i-1}<r<r_{i}\in [r_{min},r_{max}]}

on:
- r és un nombre real {\displaystyle r\in [r_{min},r_{max}]\subset \mathbf {R} }
- {\displaystyle \mathbf {R} } és un conjunt de nombres reals
- c és un color = punt de l'espai de color C

## Tipus
Criteris de classificació:
- dimensió
- discret (classificat, esquema de colors)/continu
- forma
- rang: complet o limitat. Exemple: color pastís amb un rang limitat de saturació.
- uniformitat perceptiva
- ordre
  - ordenat (seqüencial) i no ordenat (categòric)
  - ordre perceptiu
- llegibilitat per a persones amb dèficit en la visió dels colors o daltònics (apte per a daltònics)
- espai de color
- profunditat de color

### Dimensió
- 1D
- 2D: Mapa multivariant, bivariant o trivariant
- 3D

### Formes

#### Gradients axials

Un degradat de color axial, amb un segment de línia blanca que connecta els dos punts

Un degradat de color axial (de vegades també anomenat degradat de color lineal) s'especifica per dos punts i un color a cada punt. Els colors al llarg de la línia que passa per aquests punts es calculen mitjançant la interpolació lineal, i després s'estenen perpendicularment a aquesta línia. En els sistemes d'imatge digital, els colors s'interpolen normalment en un espai de color RGB, sovint utilitzant valors de color RGB comprimits gamma, a diferència dels lineals. CSS i SVG admeten gradients lineals.

#### Gradients radials
Un degradat radial s'especifica com un cercle que té un color a la vora i un altre al centre. Els colors es calculen per interpolació lineal en funció de la distància des del centre. Això es pot utilitzar per aproximar la reflexió difusa de la llum d'una font puntual per una esfera. Tant CSS com SVG admeten gradients radials.

Un degradat de color radial

#### Gradients cònics

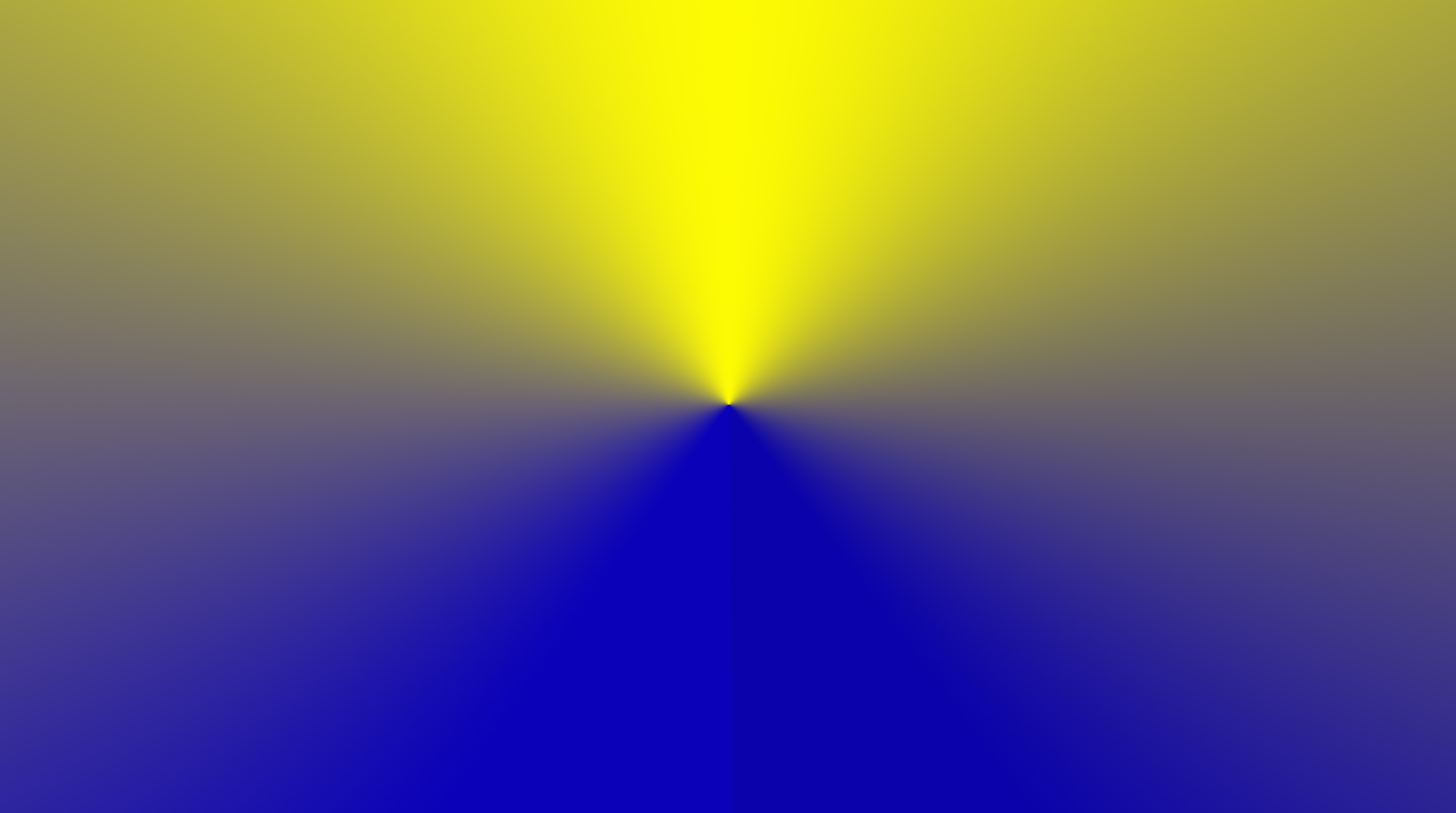
gradient cònic

Els degradats cònics o cònics són degradats amb transicions de color girades al voltant d'un punt central (en lloc d'irradiar des del centre). Exemples de degradats cònics inclouen gràfics circulars i rodes de colors. Els gradients cònics de vegades s'anomenen "gradients d'escombrat" (per exemple, a l'especificació OpenType) o gradients angulars.

## Exemples

Perfils 2D RGB
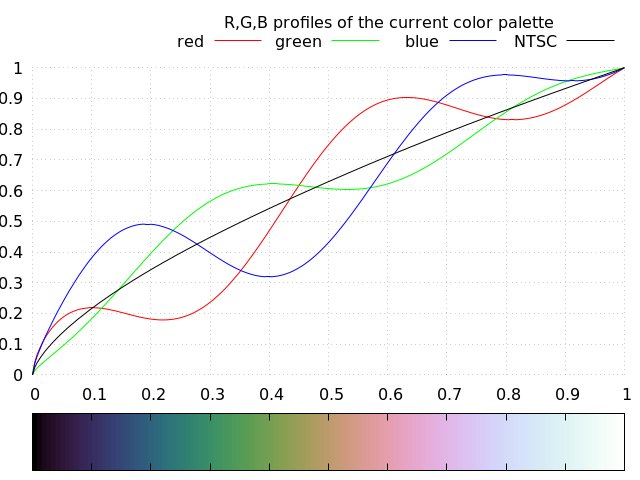
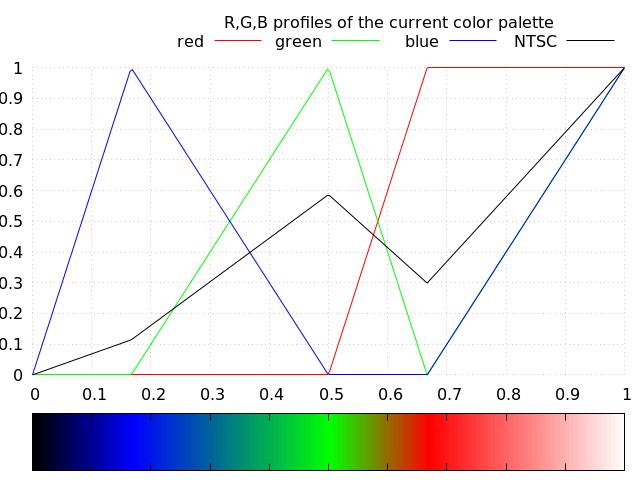
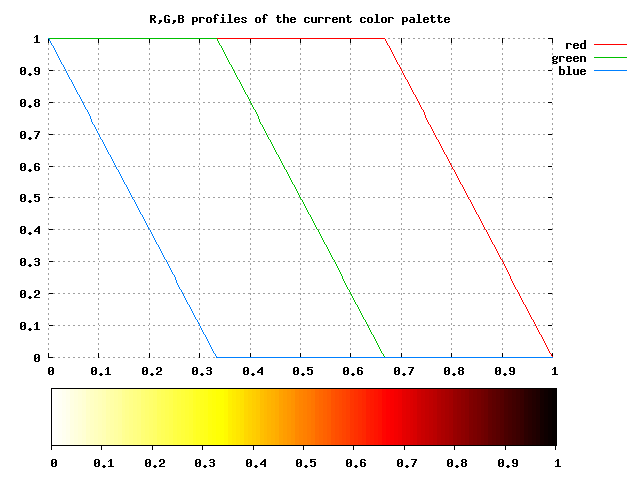
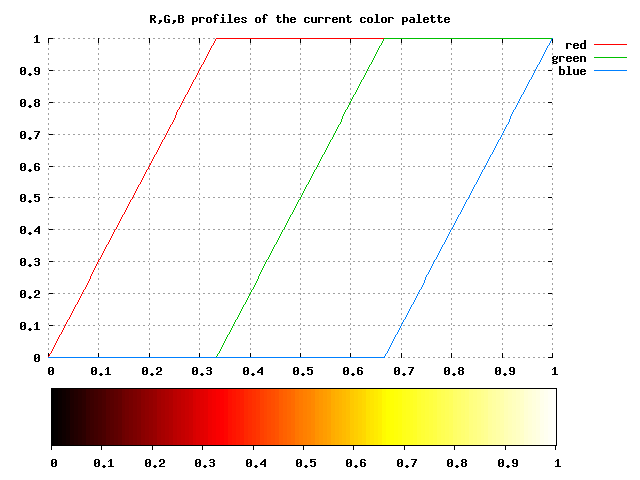
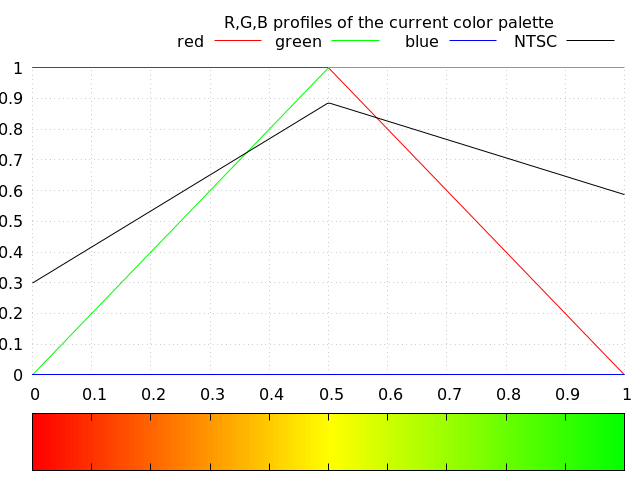

## Aplicacions
- representen valors quantitatius o ordinals, com en els mapes de calor. La descripció més precisa es troba a la caixa de colors.
  - visualització de dades
- omplir una regió:[4] molts gestors de finestres permeten especificar el fons de la pantalla com a degradat. Els colors produïts per un degradat varien contínuament amb la posició, produint transicions de color suaus.
- visualitzeu la progressió d'una operació ampliada de l'ordinador, com ara una descàrrega, transferència de fitxers o instal·lació. Veure barra de progrés
- Pintar mapes cartogràfics

Gradient a la roda de colors HSV
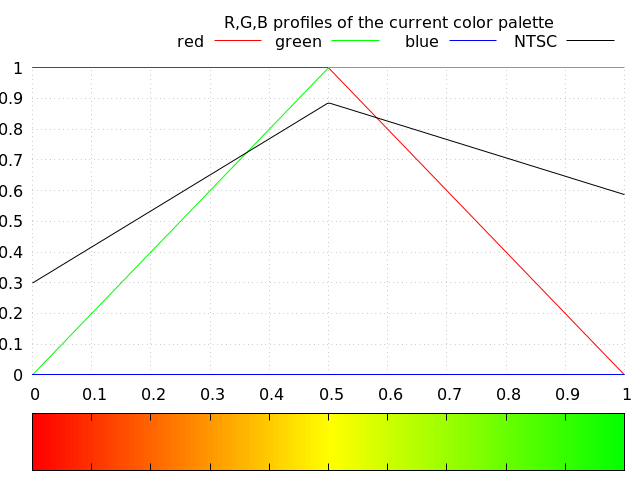
gradient de color policromàtic (multicolor).

Fitxer:Matlab_gradient.png
Fitxer:Gnuplot_HSV_gradient.png
</gallery>